# Iullo Antonio
Iullo Antonio (latino: Iullus Antonius; 45 a.C. – 2 a.C.) è stato un politico romano, legato alla dinastia giulio-claudia, che regnò sull'Impero romano.

## Biografia
Iullo nacque da Marco Antonio e Fulvia. Dopo la morte della madre a Sicione, venne allevato dalla sorella di Augusto, Ottavia minore,  quarta moglie di Marco Antonio, accanto alle figlie che erano nate da tale matrimonio ed ai figli di primo letto. Insieme anche all'unica nata di Augusto e ai due figli di primo letto di Livia Drusilla, nonché all'amico del  capo famiglia Marco Vipsanio Agrippa, entrò così a far parte di quella sorta di famiglia allargata che costituì la fucina della dinastia giulio-claudia.
A Roma seguì le lezioni del grammaticus Lucio Crassicio Pansa, nome che lo stesso maestro aveva latinizzato dal greco Pasicle. Crassicio era diventato famoso per un commento alla Zmyrna di Elvio Cinna, un'operetta dotta di gusto e spirito alessandrino. Alla scuola di Crassicio Iullo Antonio s'innamorerà particolarmente della produzione greca: egli stesso vorrà comporre un poema epico in 12 libri sulla leggenda di Diomede, la Diomedea, e quando potrà esprimere un desiderio ad Orazio, l'esorterà a comporre qualcosa all'uso di Pindaro (Orazio, Carmina, IV, 2).
Ottaviano decise di permettergli l'accesso alla carriera politica. Nel 21 a.C. sposò Claudia Marcella maggiore, figlia di Gaio Claudio Marcello e di Ottavia minore, che aveva appena divorziato da Marco Vipsanio Agrippa. Marcella e Iullo Antonio ebbero tre figli: Gaio Antonio Iullo, Lucio Antonio e Antonia Iulla.
Nel 13 a.C. Iullo Antonio ricoprì la pretura, nel 10 a.C. il consolato e fra il 7 e il 6 a.C. fu proconsole d'Asia.
Accusato di essere amante di Giulia maggiore (figlia di Augusto) e di avere ordito un complotto contro l'imperatore stesso, fu condannato a morte. Per sfuggire all'infamante condanna si suicidò nel 2 a.C.

## Nella Cultura di Massa
Nel romanzo storico di John Edward Williams, Augustus, una biografia della vita dell'Imperatore nelle memorie e nel carteggio di tutte le persone che lo hanno conosciuto, solidamente ancorato alla realtà e allo spirito dei fatti con qualche opportuna licenza poetica, Iullo Antonio assume una certa importanza nei capitoli finali del libro. Giulia, la figlia di Augusto, è infatti una delle principali narratrici e descrive Iullo come un abile politico, un uomo intelligente, bellissimo, affascinante e astuto. Un compagno d'infanzia che è uno dei pochi tra i tanti uomini che ha concupito ad averle fatto resistenza quando se ne scopre prima attratta e poi perdutamente innamorata in età matura. In poche pagine l'evolversi e infittirsi della loro appassionata relazione viene descritta nei dettagli, sino al tragico epilogo. Iullo non è interessato a Giulia come donna, o comunque l'amore è un mero accessorio al suo reale scopo, servirsene come strumento per esauturare e assassinare Ottaviano, e prendere il potere. L'Imperatore viene così costretto a fingere di odiare sua figlia e a vergognarsi di lei in quanto adultera per salvarle la vita, mandandola in esilio, con pubbliche accuse volutamente esagerate, evitandole la pena capitale per tradimento. Nella verosimile immaginazione di Williams suo marito Tiberio approfitterebbe di un eventuale debolezza da parte dell'Imperatore, di cui era sia figlio adottivo che genero, nel punire la congiura per avviare a sua volta un proprio colpo di stato e impossesarsi del potere, avviando una guerra civile e causando, ugualmente, la morte di Giulia, che detestava. Augusto così per salvare Roma deve salvare Giulia e viceversa. Iulio diventa così una figura fondamentale per il disintreccio della parte di storia riguardante Giulia e Tiberio.
L'autore ascrive quindi alla penna di Giulia queste parole a proposito dell'amante, costretta al ritiro sull'isola di Pandataria: «Se è vero che, per circa un anno, Iullo Antonio mi donò la vita in questo mondo, allo stesso modo mi precipitò in questa lenta morte di Pandataria, dove ogni giorno assisto al mio declino. Mi chiedo se avesse un qualche sentore di quanto sarebbe potuto accadere». Lascia inoltre intendere che Ottaviano provasse stima, affetto e simpatia per Iullo, e che non se ne aspettasse il tradimento. Giulia inoltre riporta che prima del corteggiamento Iullo asserisce di ammirare Ottaviano più di suo padre Marco Antonio, lo definisce «suo amico», e, con freddo disincanto, che pensa che lo avrebbe fatto uccidere come suo fratello maggiore se ai tempi della caduta del triumviro fosse stato più grande d'età.

## Ascendenza
|                         |   |                     | Genitori                     |  |  | Nonni |  |  | Bisnonni              |  |  | Trisnonni |  |
|                         |   |                     |                              |  |  |       |  |  | Marco Antonio Oratore |  |  | …         |  |
|                         |   |                     |                              |  |  |       |  |  | Marco Antonio Oratore |  |  | …         |  |
|                         |   | …                   |                              |  |  |       |  |  | Marco Antonio Oratore |  |  |           |  |
| Marco Antonio Cretico   |   |                     |                              |  |  |       |  |  | Marco Antonio Oratore |  |  |           |  |
|                         |   | …                   | …                            |  |  |       |  |  |                       |  |  |           |  |
|                         |   | …                   | …                            |  |  |       |  |  |                       |  |  |           |  |
|                         |   | …                   | …                            |  |  |       |  |  |                       |  |  |           |  |
| Marco Antonio           |   | …                   |                              |  |  |       |  |  |                       |  |  |           |  |
|                         |   | Lucio Giulio Cesare | Lucio Giulio Cesare Strabone |  |  |       |  |  |                       |  |  |           |  |
|                         |   | Lucio Giulio Cesare | Lucio Giulio Cesare Strabone |  |  |       |  |  |                       |  |  |           |  |
|                         |   | Lucio Giulio Cesare | Popillia                     |  |  |       |  |  |                       |  |  |           |  |
| Giulia                  |   | Lucio Giulio Cesare |                              |  |  |       |  |  |                       |  |  |           |  |
|                         |   | Fulvia              | …                            |  |  |       |  |  |                       |  |  |           |  |
|                         |   | Fulvia              | …                            |  |  |       |  |  |                       |  |  |           |  |
|                         |   | Fulvia              | …                            |  |  |       |  |  |                       |  |  |           |  |
| Iullo Antonio           |   | Fulvia              |                              |  |  |       |  |  |                       |  |  |           |  |
|                         | … | …                   |                              |  |  |       |  |  |                       |  |  |           |  |
|                         | … | …                   |                              |  |  |       |  |  |                       |  |  |           |  |
|                         | … | …                   |                              |  |  |       |  |  |                       |  |  |           |  |
| Marco Fulvio Bambalione | … |                     |                              |  |  |       |  |  |                       |  |  |           |  |
|                         |   | …                   | …                            |  |  |       |  |  |                       |  |  |           |  |
|                         |   | …                   | …                            |  |  |       |  |  |                       |  |  |           |  |
|                         |   | …                   | …                            |  |  |       |  |  |                       |  |  |           |  |
| Fulvia                  |   | …                   |                              |  |  |       |  |  |                       |  |  |           |  |
|                         |   | …                   | …                            |  |  |       |  |  |                       |  |  |           |  |
|                         |   | …                   | …                            |  |  |       |  |  |                       |  |  |           |  |
|                         |   | …                   | …                            |  |  |       |  |  |                       |  |  |           |  |
| …                       |   | …                   |                              |  |  |       |  |  |                       |  |  |           |  |
|                         |   | …                   | …                            |  |  |       |  |  |                       |  |  |           |  |
|                         |   | …                   | …                            |  |  |       |  |  |                       |  |  |           |  |
|                         |   | …                   | …                            |  |  |       |  |  |                       |  |  |           |  |
|                         |   | …                   |                              |  |  |       |  |  |                       |  |  |           |  |